# Megalembidium insulanum
Megalembidium insulanum är en bladmossart som först beskrevs av W.Martin et E.A.Hodgs., och fick sitt nu gällande namn av Rudolf Mathias Schuster. Megalembidium insulanum ingår i släktet Megalembidium och familjen Lepidoziaceae. Inga underarter finns listade i Catalogue of Life.